# 発生生物学
発生生物学（はっせいせいぶつがく, Developmental biology）は、多細胞生物の個体発生を研究対象とする生物学の一分野である。個体発生とは配偶子の融合（受精）から、配偶子形成を行う成熟した個体になるまでの過程のことである。広義には老化や再生も含む。

## 発生生物学の内容
この分野は、古くは発生学 (embryology) と呼ばれていたが、現在ではより広い意味を持たせた発生生物学という名称で呼ばれている。発生学ではウニなどの胚 (embryo) の発生を観察し記載することを主としていた。「これは技術的な限界により研究対象が大きくて透明な卵に限られていたためである」という。また多種生物間での比較を主とする場合は比較発生学と呼ばれる。この分野は19世紀には比較解剖学とともに進化論を支える根拠となった。その後に、移植などの操作を行う実験発生学と呼ばれる分野が発達してきた。
近年になり分子生物学や遺伝学、細胞生物学の手法・知見を取り込みながら発展し、研究対象は多様な生物種・発生過程に及んでいる。多様な生物の発生生物学的知見が蓄積され、それらを比較することにより進化を探ろうとする進化発生生物学 （英: Evolutionary developmental biology、通称: evo-devo〈エボデボ〉とも）も盛んになっている。
現在の発生生物学研究では主にモデル生物を用いて研究が行われる。動物全般のモデルとしてはショウジョウバエと線虫が、脊椎動物レベルとしてはニワトリ、アフリカツメガエル、ゼブラフィッシュ、メダカなどが、哺乳類のモデルとしてはマウスがしばしば用いられる。植物ではシロイヌナズナが最も有名。
発生生物学の知見は医療や農業の分野で発生工学として応用される。

### 再生
傷や欠損した器官の復活を再生 (生物学)という。再生は発生とは直接の関係がないが、その中では細胞の分化の過程があり、発生における現象に近い側面があるため、発生生物学の領域に含まれる。

## 歴史
古代ギリシア時代から既にヒポクラテスやアリストテレスなどによって、ニワトリの胚を用いた研究が行われていた。アリストテレスは他の動物についても観察しており『動物誌』、『動物部分論』、『動物発生論』などにその考察をみることができる。この時期に、発生の原理について、前成説と後成説が興る。アリストテレスは後者に立ったが、これは少数派に属し、長く前成説の方が力があった。これは、卵の概念に混乱があり、昆虫の蛹や植物の種子も卵と同一視されていたことも大きい。
ウイリアム・ハーベーは哺乳類の発生初期を観察し、卵を発見することはできなかったが、その存在を確信し、『すべては卵から』との語を残した。しかし、生物研究に顕微鏡が使われるようになっても、長くこれが発見されることはなかった。精子の発見は、前成説論者を卵子論者と精虫論者に分けることになる。

### 発生の過程
発生過程の研究は、顕微鏡観察が行われるようになってから発達した。発生初期の観察には、細胞レベルの観察が不可欠だからである。特に、無脊椎動物の各群の発生に関する知識の集積から、動物の発生における基本的な型があって、多くの動物の発生には共通した特徴があることがわかってきた。この分野、ないしその流れを比較発生学といい、19世紀に成立し、比較解剖学と併せて比較形態学と呼ばれた。それらをまとめて、そこに進化的な意味を見いだしたのがエルンスト・ヘッケルである。彼は各群の動物の発生が、その動物のたどってきた進化の過程を簡略化したものになっていると考えた。このことは『個体発生は系統発生を繰り返す』という表現で知られており、これを『反復説』という。

### 細胞説の影響
細胞説の成立は、発生学に多大な影響を与えた。すぐさま、卵や精子が単一の細胞であることが確認され、ここに初めて細胞数の増加とその配置や分化という、発生の基本的な仕組みが理解されるようになった。

### 発生機構の解明
18世紀までは生物の体はあらかじめ完全な形で形成されているという前成説が有力であった。顕微鏡を作成したレーウェンフックは様々な動物の精子を観察し、精子の中には完全な形をしたホムンクルスが入れ子になっているという前成説を支持した。これに対して、ヴォルフは1759年にニワトリ卵にいて器官の原基が小さい球体として生じる詳細を説明して、最初から器官の形が存在する訳ではないことを明確に述べた。これが後成説の成立と見なされる。その後19世紀には後成説がほぼ認められるようになった。
実質的なこの分野での発展は、ヴィルヘルム・ルーによる実験発生学によって始まる。ルーは発生の各段階の胚にさまざまな刺激を与え、それによる胚発生の変わり方を見ることで、発生機構を解明しようとした。たとえば、彼の実験で有名なものに、カエルの卵の二細胞期に、片方の割球（細胞のこと）を加熱した針で殺す、というものがある。その結果、残りの割球は発生を続け、半分の形の胚ができた。このことから、彼は第一卵割の時に胚の左右の分化が起きると結論づけている。この実験は、割球を取り除くと完全な胚が生じるため、この結論は正しくないが、このような方法で発生の仕組みに迫ろうとしたものである。
なお、彼の研究は主としてヴァイスマンの生殖細胞質連続説に関わりが深い。この説は、遺伝子のようなものが親から子へと生殖細胞を通じて伝わるという遺伝の説という側面と、その中に含まれる決定要素が卵割によって配分されることで個々の細胞の分化が決まるとする発生論の側面があり、ルーの実験はその当否を確かめることを目指した。
彼の弟子であるハンス・シュペーマンは、彼の手法を推し進め、胚の切断や縛ることによる分断、胚の一部の交換移植などの技法を開発し、さまざまな実験を行った。その中で、ヒルデ・マンゴルトとの研究を通じて、イモリの胞胚から原腸胚初期の原口の上側（原口背唇部）を他の胚に移植すると、本来の胚が作る頭とは別に、移植した組織を中心として第二の頭が作られることを発見した。このことから、彼はその組織片が周囲の組織に働きかけ、表皮から神経管を作らせる能力があることを見つけた。彼はこの部分に形成体（けいせいたい・オーガナイザー）という名を与え、その働きを誘導と呼んだ。その後、誘導があちこちの組織でも起こっていることがわかり、誘導の連鎖によって動物体が作られてゆく仕組みについて詳しい研究がなされるようになった。
なお、誘導がどのような機構によるものかについての研究は、まず、形成体の働きがそこに含まれる物質によるものであることが示され、それがどのような物質であるかを解明する方向に努力が向けられた。しかしこの時期、生体内の化学物質への理解、特に分子遺伝学が未発達であったために成果が上がらず、ひとまず努力は放棄された。
1969年にピーター・ニューコープ（Pieter Nieuwkoop）が中胚葉誘導を発見し、その機構の研究が始まった。

## 分化の機構
動物の発生は、細胞を単位として考えると、卵割から胚発生の間に個々の細胞がどのように分化してゆくのかの過程とも取れる。上記の誘導現象などはそれが具体的に姿を見せた物と言えるが、当時はそれ以上追求する方法がなかった。細胞の分化がより単純である例として、いわゆる細胞性粘菌のキイロタマホコリカビがモデル生物として選ばれ、世界的に集中して研究が行われた時期もあるが、これは一般化できる成果を上げ得なかった。その後、動物の中でもっとも分化の単純そうなものとしてセンチュウ類のC. エレガンスが選ばれている。